# Stand by Me Doraemon
Stand  by Me Doraemon (Japans: STAND BY ME ドラえもん) is de vierde film uit de Doraemon-serie. Het is in première gegaan in Japan op 8 augustus 2014.

## Nasynchronisatie

### Rolverdeling
| Personage                      | Japanse versie                         | Eng versie        |
| ------------------------------ | -------------------------------------- | ----------------- |
| Doraemon                       | Wasabi Mizuta                          | Mona Marshall     |
| Nobita Nobi / Noby             | Megumi Ōhara Satoshi Tsumabuki (adult) | Johnny Yong Bosch |
| Shizuka Minamoto / Sue         | Yumi Kakazu                            | Cassandra Morris  |
| Suneo Honekawa / Sneech        | Tomokazu Seki                          | Brian Beacock     |
| Takeshi "Gian" Goda / Big G    | Subaru Kimura                          | Kaiji Tang        |
| Sewashi / Soby                 | Sachi Matsumoto                        | Max Mittelman     |
| Jaiko / Little G               | Vanilla Yamazaki                       | Minae Noji        |
| Hidetoshi Dekisugi / Ace Goody | Shihoko Hagino                         | Spike Spencer     |
| Teacher / Mr. S                | Wataru Takagi                          | Keith Silverstein |
| Tamako Nobi / Tammy            | Kotono Mitsuishi                       | Mari Devon        |
| Nobisuke Nobi / Toby           | Yasunori Matsumoto                     | Tony Oliver       |
| Gian's Mother                  | Miyako Takeuchi                        | Jessica Gee       |
| Yoshio Minamoto                | Aruno Tahara                           | Steve Blum        |